# مهرجان جمعية الفلم للسينما المصرية
مهرجان جمعية الفيلم للسينما المصرية، هو مهرجان سينمائي مصري، ويعد أحد أقدم وأهم مهرجانات السينما المصرية. ويعتبر واحد من أهم المهرجانات المحلية المصرية حيث يقوم بالتحكيم فيه نخبة من صناع السينما. مهرجان جمعية الفيلم هو المهرجان الأهلي الثاني من حيث العمر بعد مهرجان المركز الكاثوليكي للسينما، ويستند إلى القيمة الفنية للأفلام المشاركة، بعكس مهرجان المركز الكاثوليكي الذي يستند إلى البعد الاخلاقي، ويقوم أعضاء الجمعية باختيار الأفلام التي تشارك فيه من بين الافلام المعروضة خلال العام السابق من عقد المهرجان. وهو المهرجان الوحيد الذي تقوم إدارته بإختيار الأفلام ولم يتقدم إلينا أصحاب الأفلام للمشاركة بالمهرجان، ويكون اختيار أفضل الأفلام عن طريق تصويت أعضاء الجمعية على أكثر 7 أفلام جيدين عرضوا على مدار العام كاملا. وهو المهرجان الوحيد، الذي أقيم بانتظام على مدار سنوات طويلة، ولم يتوقف منذ افتتاحه وتأسيسه عام 1975 من قبل جمعية الفيلم، على أيدى نقاد وصناع السينما. ويقام بدعم من صندوق التنمية الثقافية ونقابة المهن السينمائية والشركة العربية للإنتاج والتوزيع السينمائى.

## دورات المهرجان

### الدورة 32
فازت النجمة المصرية منة شلبي بجائزة أحسن ممثلة عن دورها في فيلم«بنات وسط البلد» من مهرجان جمعية الفيلم لعام 2006، واختار النقاد هذا العام 8 أفلام فقط من بين 30 فيلماً عرضتها الشاشات المصرية خلال العام السابق.

### الدورة 34
تنافست ثمانية أفلام على جوائز لجنة التحكيم في مهرجان جمعية الفيلم السنوي لعام 2008 والذي أقيم في مركز الإبداع الفني بالأوبرا. تقاسم فيلمي «الجزيرة» و«حين ميسرة» جوائز المهرجان، فحصل فيلم «الجزيرة» علي أربع جوائز وهي جائزة أحسن صوت، وجائزة أحسن موسيقي للموسيقار عمر خيرت وجائزة أحسن تصوير للفنان أيمن أبو المكارم، وشهادة تقدير للفنان فوزي العوامري، في حين فاز فيلم «حين ميسرة» بأربع جوائز هي جائزة أحسن ديكور للفنان حامد حمدان، وجائزة أحسن ممثل دور ثان للفنان عمرو عبد الجليل، وجائزة أحسن ممثلة دور ثان للفنانة هالة فاخر، وشهادة تقدير في التمثيل للفنان الشاب عمرو سعد. كما حصل فيلم «شقة في مصر الجديدة» علي ثلاث جوائز وهي جائزة العمل الأول في التصوير للفنانة نانسي عبد الفتاح، وجائزة أحسن إخراج للمخرج محمد خان، وجائزة ممثلة الدور الأول للفنانة غادة عادل، وجائزة أحسن إنتاج، واكتفى فيلم «هي فوضي» بالحصول علي جائزتين هما جائزة أحسن تصميم افيش للفنانة سارة عبد المنعم، وجائزة ممثل الدور الأول وفاز بها الفنان خالد صالح، كما حصل فيلم «كده رضا» علي جائزتين هما جائزة أحسن مكياج للفنانة زينب حسن، وجائزة أحسن مونتاج للفنان معتز الكاتب، في حين حصل فيلم «الأولة في الغرام» علي شهادة تقديرية في الإخراج، كما حصل الفنان رمسيس مرزوق علي جائزة الامتياز في التصوير عن معظم الافلام التي حصلت على هذه الجوائز. كما قامت إدارة المهرجان بتكريم كل من الفنانة القديرة كريمة مختار والفنان الكبير محمود يس والمخرج علي بدرخان ومشرف الإضاءة محمد محمود.